# Ђасинг
Ђасинг (嘉兴) град је Кини у покрајини Џеђанг. Према процени из 2009. у граду је живело 473.653 становника.

## Становништво
Према процени, у граду је 2009. живело 473.653 становника.
| 1990. | 2000.   | 2009    |
| ----- | ------- | ------- |
| …     | 446.338 | 473.653 |

## Партнерски градови
- Хале
- Банбери